# Крячки

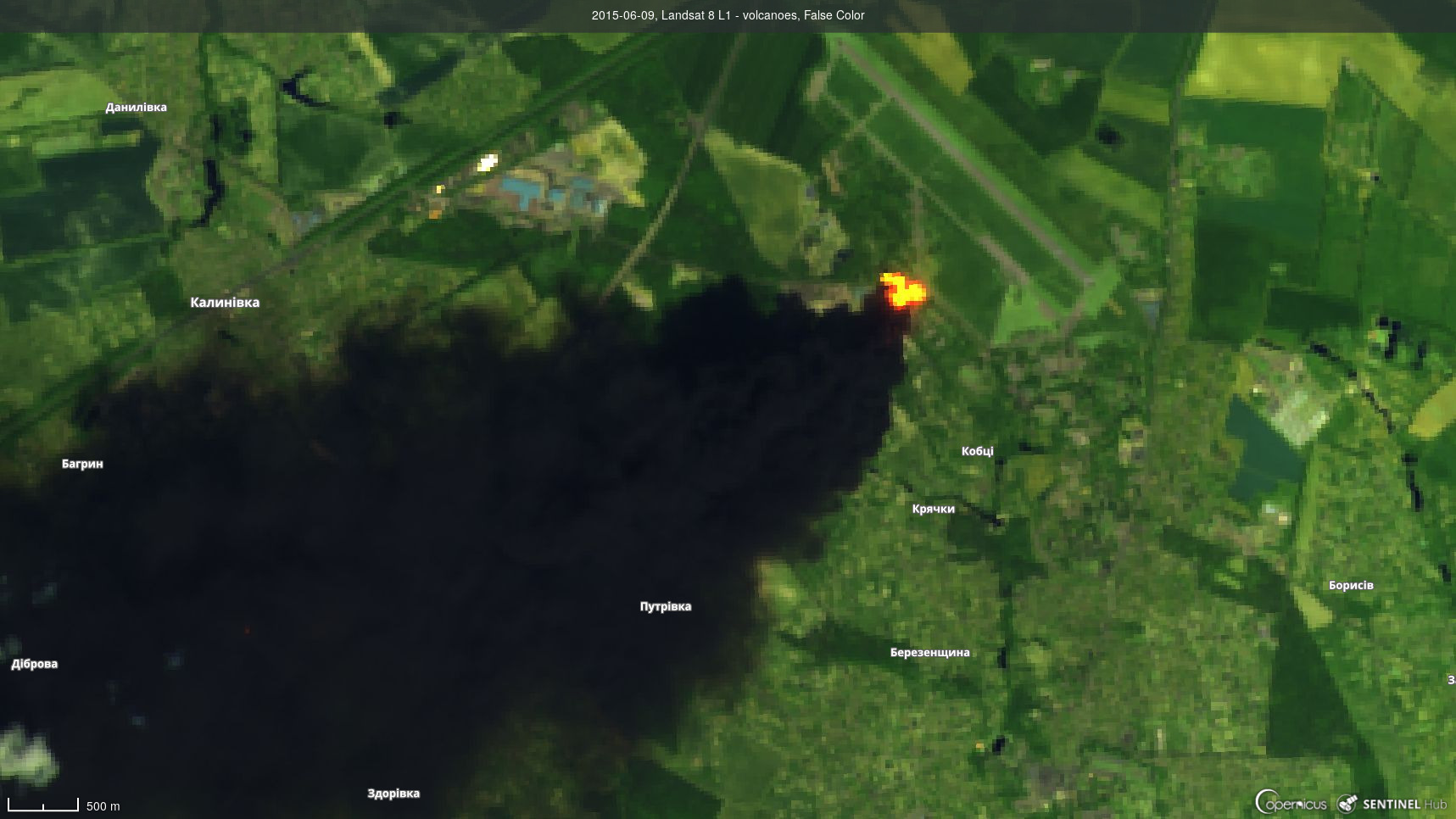
Супутникове мультиспектральне зображення у штучних кольорах пожежі 2015 року

Крячки́ — село в Україні, у Фастівському районі Київської області. Населення становить 60 осіб.

## Історія
Історична дата утворення поселення датується 1701 роком. Історично було частиною давнього хутора Каплиця. 1926 р. згадано хутори Каплиця та Капличний, де мешкало 722 та 748 мешканців відповідно. Зміна назви відбулася після 1930-х рр.
8 червня 2015 року між селом і військовим аеродромом «Васильків», який знаходиться за 2 км на північ від Крячків, на нафтобазі сталася техногенна катастрофа. 9 червня на нафтобазі були зафіксовані вибухи, внаслідок яких постраждало не менше 10 осіб.
27 лютого 2022 року приблизно о 1:00 у ході вторгнення Росії в Україну, ракетним ударом було влучено в околицю нафтобази, наразі там спостерігається пожежа. Це було підтверджено міською головою Василькова.
Ліс, який росте біля села, постійно забудовувався котеджами та існувала реальна загроза його знищення. Тому цій території був наданий статус ботанічної пам'ятки природи місцевого значення під назвою "Ліс біля села Крячки". Ця територія була заповідана, щоб захистити рідкісні та червонокнижні види рослин і тварин, які там виявлені. Тут росте червонокнижна сон-трава, мешкають занесені до Червоної книги України кажани  та нетопир середземноморський, а також дятел великий і дятел малий строкатий, що охороняються згідно Бернської конвенції.  

## Населення
За даними перепису 2001 року населення села становило 60 осіб, з них 93,33% зазначили рідною українську мову, а 6,67% — російську.